# Trichoclinocera yunnata
Trichoclinocera yunnata är en tvåvingeart som beskrevs av Sinclair 2005. Trichoclinocera yunnata ingår i släktet Trichoclinocera och familjen dansflugor. Inga underarter finns listade i Catalogue of Life.